# Brett McBean
Brett McBean (* 1978 in Melbourne) ist ein australischer Autor von Thrillern und Horrorliteratur.

## Leben
Brett McBean wuchs in einem Vorort Melbournes auf. Er lernte Schlagzeug, spielte in mehreren Bands und studierte Musik am Box Hill College, ehe er sich zu einer schriftstellerischen Laufbahn entschloss. Seinen Lebensunterhalt verdient er als Supermarktkassierer, Teilzeit-Bibliothekar und Verkäufer in einem Musikgeschäft. Er veröffentlichte mehrere Romane und Novellen. Außerdem ist eine Kurzgeschichtensammlung erschienen.
In Deutschland sind folgende Bücher lieferbar:
- Die Mutter (Festa Verlag, 2010) ISBN 978-3-86552-093-7 (The Mother, 2006)
- Die Bestien (Festa Verlag, 2011) ISBN 978-3-86552-132-3 (Torment, 2011)
- Das Motel (Festa Verlag, 2012) ISBN 978-3-86552-147-7 (The Last Motel, 2005)
- Die Sünder – Tales of Sin and Madness (Festa Verlag, 2012) ISBN 978-3-86552-148-4 (Tales of Sin and Madness, 2011)
- Buk und Jimmy ziehen nach Westen (Festa Verlag, 2014) Extrem Band Nr. 5, Ohne ISBN[2] (Buk and Jimmy go West, 2012)
- Die Verdammten (Festa Verlag, 2014) ISBN 978-3-86552-292-4 (Concrete Jungle, 2010 / Neighbourhood Jungle, 2011 / Suburban Jungle, 2013)
- Der Schmerz des Erwachens (Festa Verlag, 2015) Sammlerausgabe, Ohne ISBN[3] (The Awakening, 2012)

Brett McBean ist Mitglied der Australian Horror Writers Association. Sein Roman The Mother war 2006 für den Aurealis Award nominiert.